# Juho Mäkelä (maler)
 For alternative betydninger, se Juho Mäkelä. (Se også artikler, som begynder med Juho Mäkelä)
Johan (Juho) Isak Mäkelä (født 23. september 1885 i Oulu; død 2. september 1943 i Oulu) var en finsk maler, medlem af Novembergruppen og 1941-43 ordførende for kunstnerforbundet i Østerbotten, Österbottniska konstnärsförbundet.
Mäkelä studerede 1904-07 ved den finske kunstforenings tegneskole − Finska Konstföreningens ritskola − og udstillede første gang 1907. Han fik inspiration fra rejser i England til sine landskabsmalerier. Efter at have orienteret sig mod teosofi sluttede han sig 1927 til Rosenkreutzerne.
| - Værker af Juho Mäkelä - Udsigt fra atelieret, 1908 Ateljeen ikkunasta - Drenge på strandhegn, 1910 Poikia ranta-aidalla - Gul bådekaj?, 1911 (sv: Gul båtstrand) - Træer med rødt hus i baggrunden, 1913 Puita, punainen talo taustalla - Solitært fyrretræ, 1915 Mänty - Efterårsskyer, 1915 - Barn, 1920 Lapsi - Slettelandskab, 1923 |